# Uttaradit (província)
Uttaradit é uma província da Tailândia. Sua capital é a cidade de Uttaradit.

## Distritos
A província está subdividida em 9 distritos (amphoes). Os distritos estão por sua vez divididos em 67 comunas (tambons) e estas em 562 povoados (moobans).
| 1. Mueang Uttaradit 2. Tron 3. Tha Pla 4. Nam Pat 5. Fak Tha | 1. Ban Khok 2. Phichai 3. Laplae 4. Thong Saen Khan |

|  |